# Muscoli intercostali esterni
I muscoli intercostali esterni fanno parte dei muscoli intrinseci del torace, ovvero quei muscoli che hanno l’origine e l’inserzione sul torace.
I muscoli intercostali esterni sono un gruppo muscolare striato facente parte dei muscoli intercostali, oltre ai muscoli intercostali interni e intimi. Sono undici per ogni lato e sono situati tra le coste, dirigendosi dal tubercolo di ciascuna costa posteriormente alle cartilagini costali e allo sterno anteriormente, dal bordo inferiore di una costa al bordo superiore di quella inferiore. Le fibre si dirigono obliquamente in direzione opposta a quella dei muscoli intercostali interni.
Dal momento che la loro contrazione alza le coste, sono coinvolti nella fase inspiratoria della respirazione.

## Innervazione
I muscoli intercostali esterni sono innervati dai nervi intercostali da T1 a T12.

## Vascolarizzazione
I muscoli intercostali esterni, come gli intimi e gli interni sono vascolarizzati dalle arterie intercostali, mentre sono drenati dalle vene intercostali.